# Pfarrkirche Großglobnitz

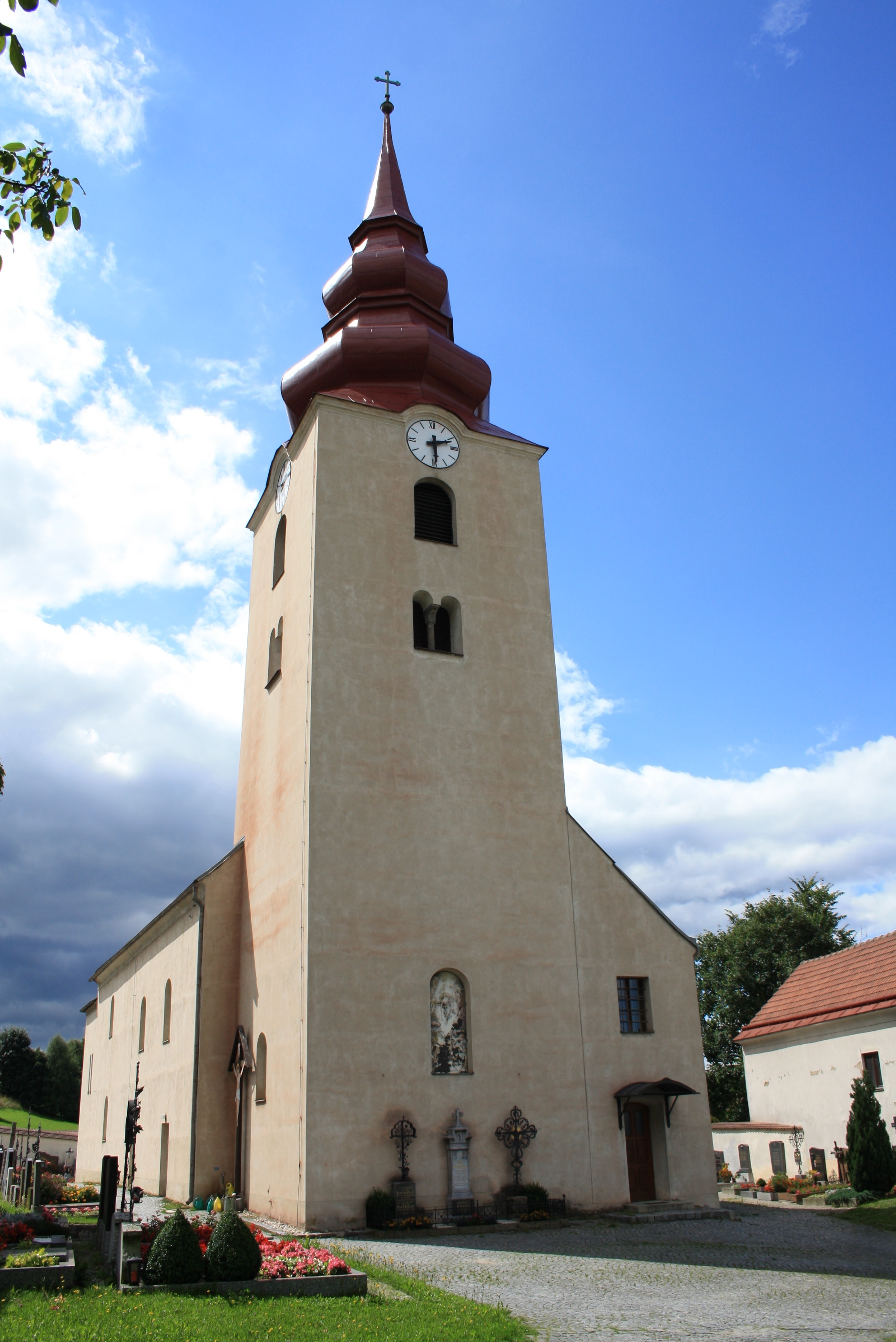
Katholisch Pfarrkirche hl. Pankraz in Großglobnitz

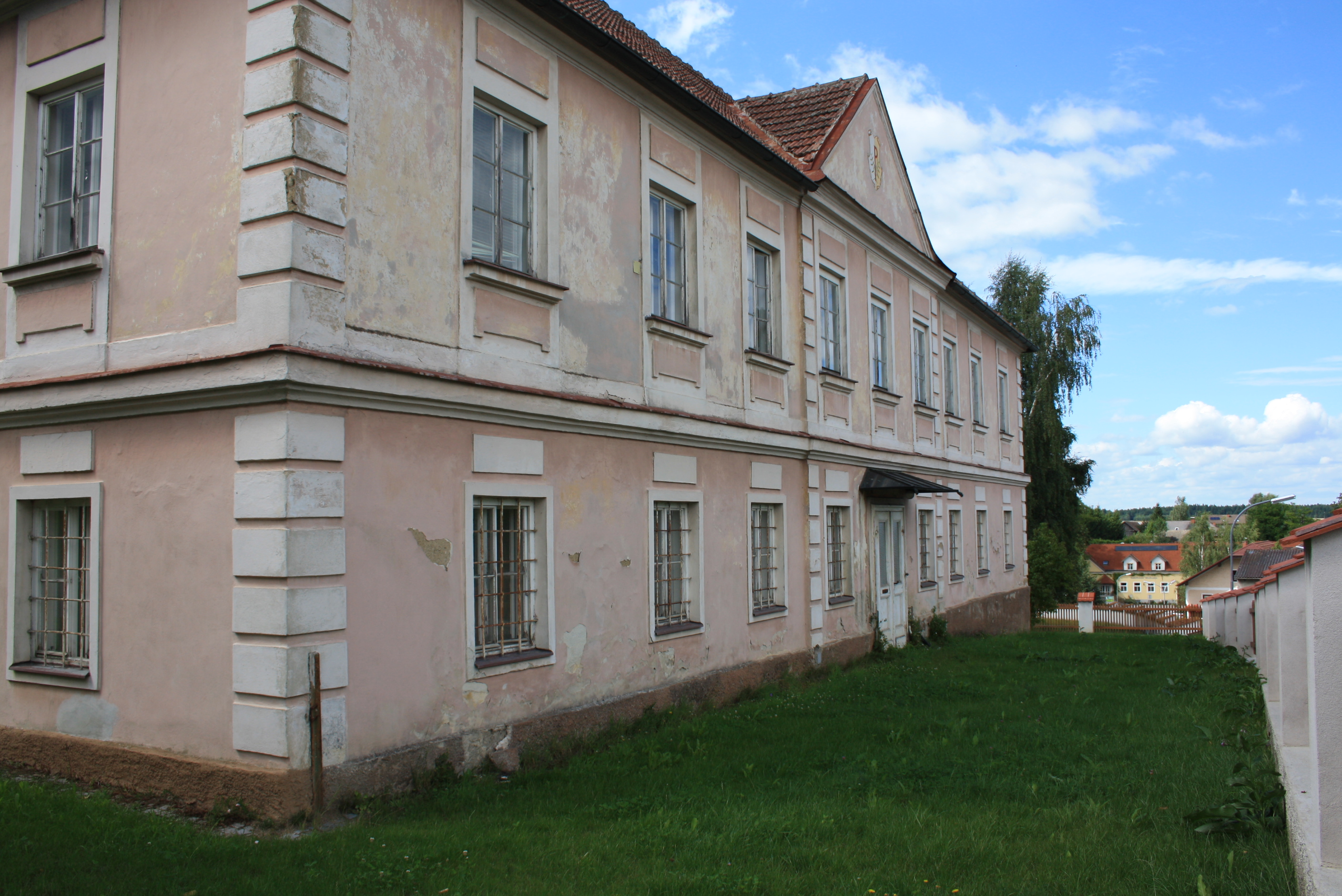
Pfarrhof

Die Pfarrkirche Großglobnitz steht erhöht im Süden eines Angers in der Ortschaft Großglobnitz in der Stadtgemeinde Zwettl-Niederösterreich. Die dem Patrozinium hl. Pankratius unterstellte römisch-katholische Pfarrkirche gehört zum Dekanat Zwettl der Diözese St. Pölten. Die Kirche und der Friedhof stehen unter  Denkmalschutz (Listeneintrag).

## Geschichte
Die romanische Chorturmkirche des 13. Jahrhunderts ist mit barocken Erweiterungsbauten versehen und von einem Friedhof umgeben. Eine Burgkirchenanlage an dieser Stelle ist bereits aus dem Jahr 1130 belegt. Im 13. Jahrhundert gehörte Großglobnitz zum Vikariat Altpölla. Eine urkundliche Erwähnung als eigene Pfarre erfolgte im Jahr 1350.

## Architektur

### Äußeres
Das im Jahr 1711 nach Westen verlängerte Langhaus ist durch ein steiles Satteldach gedeckt und hat an den Seiten Rundbogenfenster. Der mächtige romanische Ostturm hat im Erdgeschoß ein vermauertes romanisches Chorfenster und unterhalb des Glockengeschoßes an drei Seiten je ein romanisches Biforienfenster mit Mittelpfeiler und breitem Kämpfer. Diese Zwillingsbogenfenster wurden bei Restaurierungsarbeiten 1977 freigelegt. Darüber erhebt sich ein 1853 erbautes Glockengeschoß mit rundbogigen Schallfenstern, das von einem Doppelzwiebelhelm bekrönt wird. Die nördlich vom Turm gelegene Sakristei stammt aus dem Jahr 1688 und wurde 1859 aufgestockt. Die westlich anschließende Vorhalle mit Stiegenaufgang wurde 1977 gebaut. Im Außenbereich befinden sich unter anderem zwei klassizistische Grabsteine aus der zweiten Hälfte des 19. Jahrhunderts sowie ein barockes Schmiedeeisenkreuz von 1766.

### Inneres

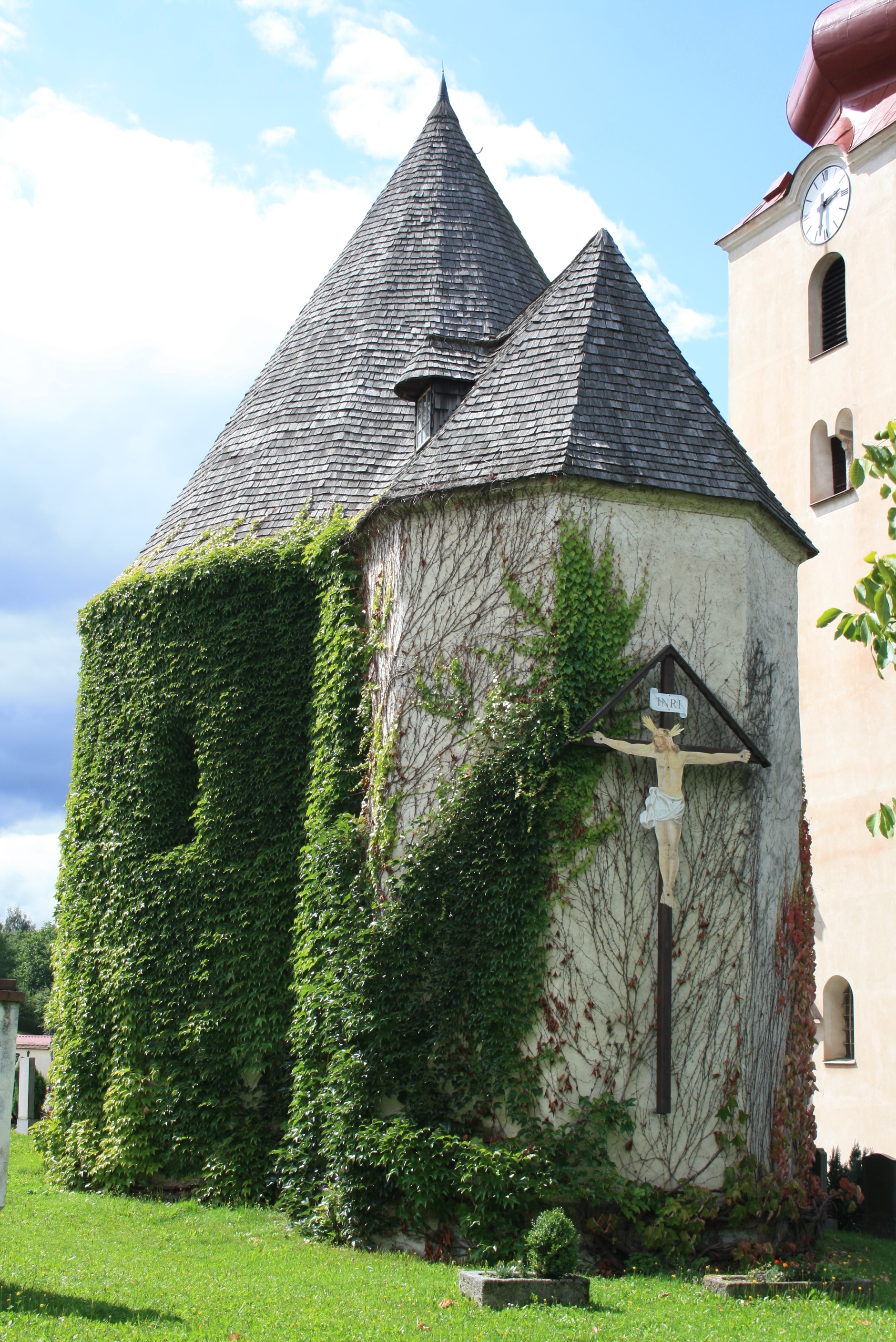
Karner

Das einschiffige Langhaus war ursprünglich flachgedeckt und erhielt in der ersten Hälfte des 15. Jahrhunderts ein zweijochiges Kreuzrippengewölbe auf polygonalen Konsolen. Über der etwas schmäleren westlichen Verlängerung von 1711, in die die Musikempore eingebaut ist, befindet sich ein Tonnengewölbe mit Stichkappen. Der rundbogige Triumphbogen im Osten stammt aus dem Jahr 1730 und ist mit Bandlwerkstuck dekoriert. Der quadratische Chor im Turmuntergeschoß hat ein Kreuzgratgewölbe mit abgeschlagenen Rippen und einfachen Konsolen. Die Sakristei verfügt ebenfalls über ein Kreuzgratgewölbe.

## Einrichtung
Der Rokoko-Hochaltar aus dem Jahr 1760 mit übereck gestellten Pilastern und Volutenaufsatz wurde in den Jahren 1878, 1909 und 1932 renoviert. Sein Altarblatt hl. Pankrazius ist mit Franz Maierhofer 1885 bezeichnet. Das Oberbild ist eine Kopie des Gnadenbildes vom Mariahilfberg bei Passau. Der Altar ist mit spätbarocken Figuren der hll. Franz Xaver und Johannes dem Täufer sowie mit einer freistehenden Mensa mit Tabernakel und Leuchterengeln ausgestattet. Links und rechts vom Hauptaltar befinden sich zwei einander entsprechende Seitenaltäre im spätbarocken Stil aus der Zeit um 1760, jeweils mit Wandaufbau aus Stuckmarmor mit Pilastern unter geschwungenem Gesims und Volutenaufsatz. Der linke Seitenaltar hat in der Mittelnische eine gotische Madonnenfigur aus dem 14. Jahrhundert in barocker Fassung, neugotische Seitenfiguren der hll. Katharina und Barbara von 1878, ein Oberbild Erzengel Raphael von Franz Mayerhofer (1885) sowie ein Tabernakel mit einem Relief der Schlüsselübergabe an Petrus aus der Mitte des 18. Jahrhunderts. Der rechte Seitenaltar verfügt über ein Altarblatt hl. Johannes Nepomuk aus dem dritten Drittel des 18. Jahrhunderts und Figuren der hll. Leonhard und Florian von 1878. Die neubarocke Kanzel trägt seit 1956 eine neugotische Evangelistenfigur von 1877.
Die Orgel wurde von Johann Lachmayr 1911 gebaut. Zur weiteren Ausstattung zählen ein möglicherweise frühgotisches Kruzifix an der Nordwand des Chores in einer Fassung aus dem 19. Jahrhundert, Kreuzwegbilder nach Joseph von Führich vom Ende des 19. Jahrhunderts, ein spätgotischer achteckiger Taufstein, ein frühgotischer Grabstein mit Ritzkreuz, der als Türstaffel am Südportal verwendet wird sowie eine 1730 von Ferdinand Drackh gegossene Glocke.

## Pfarrhof
Der Pfarrhof aus dem späten 18. Jahrhundert befindet sich neben dem die Kirche umgebenden Friedhof. Er verfügt über zwei Geschoße und ist im Plattenstil gestaltet. In den Jahren 1979/1980 wurde er renoviert.

## Karner
Der Karner in der Nordwestecke des Friedhofs ist ein zweigeschoßiger Rundbau des 14. Jahrhunderts mit dreiseitigem Ostchor und Kegeldach. Bei der Restaurierung im Jahr 1981 wurde die ursprüngliche Freitreppe zum gotisierenden Obergeschoßportal wiedererrichtet. Im Norden und Süden sind Spitzbogenfenster mit erneuertem Maßwerk zu sehen; im Südosten und Südwesten Rundbogenfenster. Das Portal des Erdgeschoßes ist flachbogig. Im Inneren ist das Erdgeschoß von einer Ringtonne mit Stichkappen über einem achtseitigen Mittelpfeiler eingewölbt. Das Obergeschoß hat ein Sternrippengewölbe. Der einjochige Chor mit Fünfachtelschluss verfügt über ein Kreuzgewölbe mit doppelt gekehlten Rippen über kleinen Konsolen. Der spitzbogige Triumphbogen ist am Dachstuhl mit „1842“ bezeichnet.